# Ɱ
Cette page contient des caractères spéciaux ou non latins. S’ils s’affichent mal (▯, ?, etc.), consultez la page d’aide Unicode.
La lettre Ɱ (minuscule ɱ), appelée M hameçon est une lettre additionnelle qui est utilisée dans la retranscription phonétique. Sa forme minuscule est utilisée par l'alphabet phonétique international et l'alphabet phonétique américaniste  pour représenter une consonne occlusive nasale labio-dentale voisée /ɱ/. Sa forme majuscule est utilisée dans certains ouvrages phonétiques américanistes pour représenter une consonne occlusive nasale labio-dentale sourde /ɱ̊/.

## Utilisation
Le symbole ɱ est proposé comme symbole de l’alphabet phonétique international en 1911 (avec un hameçon attaché à la jambe centrale du m) et est mentionné (avec l’hameçon sur la jambe droite) dans les Principles de 1912. Il figure dans le tableau de l’API de 1928 et les versions suivantes.
Kenneth L. Pike en 1947 et Rick Floyd en 1981 utilisent le M hameçon majuscule pour représenter une consonne occlusive nasale labio-dentale sourde /ɱ̊/.

## Représentation informatique
Cette lettre possède les représentations Unicode suivantes :
| formes    | représentations | chaînes de caractères | points de code | descriptions                            |
| --------- | --------------- | --------------------- | -------------- | --------------------------------------- |
| capitale  | Ɱ               | Ɱ                     | U+2C6E         | lettre majuscule latine m hameçon       |
| minuscule | ɱ               | ɱ                     | U+0271         | lettre minuscule latine m hameçon       |
| exposant  | ᶬ               | ᶬ                     | U+1DAC         | lettre modificative minuscule m hameçon |